# Syrenowate
Syrenowate (Sirenidae) – rodzina płazów z rzędu płazów ogoniastych (Caudata).

## Zasięg występowania
Rodzina obejmuje gatunki występujące na południowo-wschodnich terenach USA i w skrajnie północno-wschodnim Meksyku.

## Charakterystyka
Przedstawiciele tej rodziny żyją w wodach stojących, odżywiają się drobną zwierzyną i roślinnością. Posiadają zarówno płuca, jak i skrzela. Prawdopodobnie neoteniczne.

## Systematyka
Do rodziny należą następujące rodzaje:
- Pseudobranchus Gray, 1825
- Siren Österdam, 1766